# Georges Guéret
Ne doit pas être confondu avec Georges Géret.
Pour les articles homonymes, voir Guéret (homonymie).
Georges Guéret, né le 1er avril 1925 dans le 10e arrondissement de Paris et mort le 21 mai 2018 à Chevilly-Larue, est un acteur et cascadeur français.

## Filmographie
- 1958 : Les Vikings de Richard Fleischer : Un guerrier Viking
- 1963 : Maigret voit rouge de Gilles Grangier : Un inspecteur
- 1964 : Angélique, marquise des anges de Bernard Borderie
- 1964 : Les Barbouzes de Georges Lautner : L'américain à Lisbonne
- 1964 : Fifi la plume d'Albert Lamorisse
- 1965 : Les Deux Orphelines de Riccardo Freda : Le faux bûcheron
- 1965 : Les Grandes Gueules de Robert Enrico : Un homme de Théraz
- 1966 : Le Roi de cœur de Philippe de Broca : Le soldat avec Mac-Fisch
- 1967 : Les Cracks d'Alex Joffé
- 1969 : Trois hommes sur un cheval de Marcel Moussy
- 1969 : Les Caprices de Marie de Philippe de Broca : Un journaliste
- 1969 : Borsalino de Jacques Deray : Un homme de Marello
- 1970 : Le Distrait de Pierre Richard : L'homme au "contre-plaqué"
- 1971 : Doucement les basses de Jacques Deray : Un marin
- 1972 : Pénélope, folle de son corps de Martial Berthot et Alain Magrou
- 1972 : L'Insatisfaite de Jean-Marie Pallardy : Georges
- 1972 : Dossier érotique d'un notaire de Jean-Marie Pallardy
- 1972 : Les Félines de Daniel Daert : Patrick
- 1972 : Le Dingue de Daniel Daert : Le commissaire
- 1973 : Je suis frigide... pourquoi ? de Max Pécas: le père de Doris
- 1973 : Les Confidences érotiques d'un lit trop accueillant de Michel Lemoine : l'homme piégé
- 1974 : OK patron de Claude Vital : Un faux flic
- 1974 : L'Amour aux trousses de Jean-Marie Pallardy : Le commissaire
- 1974 : Le Journal érotique d'un bûcheron de Jean-Marie Pallardy
- 1974 : Un couple, parmi tant d'autres... mais si pervers de Daniel Daert : Jean-Charles Vergès
- 1974 : L'important c'est d'aimer d'Andrzej Żuławski
- 1974 : Les Charnelles de Claude Mulot : Le beau-père
- 1975 : Femmes impudiques de Claude Pierson
- 1976 : La Grande Récré de Claude Pierson
- 1976 : Une vraie jeune fille de Catherine Breillat : Martial
- 1978 : Les Raisins de la mort de Jean Rollin
- 1978 : L'Amour chez les poids lourds de Jean-Marie Pallardy : Jojo
- 1979 : Une femme très spéciale de Jean-Marie Pallardy
- 1980 : Carnet intime (ou Emmanuelle 3) de Jean-Marie Pallardy
- 1981 : Trois Filles dans le vent de Jean-Marie Pallardy : Un kidnapper
- 1982 : L'Inconnue d'Alain Payet
- 1982 : Les Filles du camping d'Alain Payet
- 1983 : L'émir préfère les blondes d'Alain Payet
- 1984 : Üç süpermen olimpiyatlarda de Yavuz Yalinkiliç
- 1984 : Le blaireau s'fait mousser de Jean-Claude Strömme
- 1986 : Paulette, la pauvre petite milliardaire de Claude Confortès (cascades)

## Théâtre
- 1969 : Dom Juan de Molière, mise en scène Patrice Chéreau, Théâtre du Huitième Lyon,   Théâtre de Sartrouville